# Аристофан
Аристофан (грч. Αριστοφανης; рођен око 445. п. н. е. у Атини, умире око 385. п. н. е.) најзначајнији је представник старе атичке комедије. Једанаест од његових четрдесетак представа је скоро комплетно сачувано. Оне пружају највредније примере жанра комичне драме познате као „стара комедија” и користе се за његово дефинисање, заједно са фрагментима дванаестак изгубљених представа Аристофана и његових савременика.

## Биографија
О његовом животу зна се мало. Родио се у Атини од оца Филипа и мајке Зенодоре. Комедије је почео писати врло млад, али није их приказивао под својим именом, него под именима комичких песника Калистрата и Филонида. Из стихова у Ахарњанима закључује се да је живео на Егини или да је тамо имао имање, али ни то није сигурно. С обзиром на то да је 427. п. н. е. себе сматрао превише младим да сам прикаже представу, његово рођење се може сместити негде између 455. и 445. п. н. е. Умро је око 385. п. н. е. Спомињу се три његова сина: Арарот, Никострат и Филетер, који су сви такође били комедиографи.
Аристофанова младост и зрелост падају у доба дуготрајног пелопонеског рата (431‒404. п. н. е.), који често даје оквир у коме се одиграва радња његових комада.

## Дела
Аристофан је једини комедиограф од којег је сачувано неколико комедија. Написао је 44 комедије од којих је сачувано 11:
- Ахарњани
- Витезови
- Облакиње
- Осе
- Мир
- Птице
- Лисистрата
- Тесмофоријазусе
- Жабе
- Еклесијазусе
- Плут

Његове су комедије обично добијале називе по ономе што је хор приказивао (Зоље, Облакиње, Жабе, Птице).
Ахарњани, Витезови и Жабе освојиле су прву награду на такмичењима док су Зоље, Мир и Птице, освојиле другу. За остале комедије нису сачуване дидаскалије.

## Одлике комедиографског рада
Аристофан је био ангажован писац, непосредан и оштар у својој критици. Окренут је савременим догађајима и збивањима, и познатим личностима. Његове комедије су друштвено-политички тенденциозне. Он излаже подсмеху и порузи друштвене изопачености: демагогију која својим обећањима обмањује народ, несавесност судија, незнање код већања, лакоумност, непостојаност, денунцијанство, шовинизам. Рат, демагогију, софистику и Еурипида као књижевно-психолошког изданка софисте сматрао је кривцима за тешко стање у коме се држава налазила. По њему софисти својим агностицизмом, индивидуализмом, ревизијом свих дотадашњих етичких, друштвених и политичких постулата представљала идејну основу и теоријску позадину демагогије и ратне хистерије, непосредних криваца за стање у којем се држава налазила.
Комедиографски рад Аристофана поклапа се са класном и политичком борбом за време Пелопонеског рата (431 – 404. п. н. е.). Његов рад је окренут у потпуности савременим догађајима и политичким збивањима па ће у складу с тим и његове комедије одражавати класни антагонизам његова времена заснован на супротстављеним интересима. Аристофан је осуђивао оне странке, трговаца богаташа и трговаца аристократа, демократски оријентисане, које су се залагале и подржавале продужетак рата, који им је обећавао монопол у трговини и богаћење. Самим тим заузимао је страну аристократа земљопоседника који су трпели највећу штету од ратних разарања и били против рата. Заправо, најтрагичнија жртва тог рата био је атички сељак. Тај ситни атички земљопоседник, чија је егзистенција била у највећој мери угрожена вишедеценијским ратом, биће код Аристофана најчешће главни лик и глас разума. Аристофан је на страни тог ситног земљопоседника, који је највећи терет подносио у Пелопонеском рату, те су неоправдане оцене каснијих испитивача да је Аристофан био антидемократа и проолигархијски настројен. Залажући се за мир и прекид рата са Спартом, осуђујући рат и ратну хистерију, у својим комедијама развија идеју пацифизма, која је непозната човечанству пре и после њега све до 20. века н. е.
Радња његових комедија веома често је апсурдна, невероватна, смешна, али у исто време прожета реалношћу. Његове ликове, који су смешне карикатуре, прости лакрдијаши, покрећу права, реална осећања: похлепа, амбиција...
Од неких модерних испитивача (међу њима Тојфел), Аристофан је оцењиван као конзервативан, проолигархијски настројен, присталица богаташа, назадан, као неко ко презире народ, мрзи демократију, опречна личност која у исто време се залаже за религиозност и исмева богове. Оваквом мишљењу су се супротставили Б. Кајбел, И. И. Толстој, А. Лески, М. Ђурић. Аристофан је као комедиограф критиковао оне друштвене изопачености које ће на крају довести и до потпуног слома Атине. Он је у демократији критиковао демагогију, у софистици празно доказивање, код Еурипида рушење традиционалног морала, не нудећи неки бољи заузврат. Може се са великом сигурношћу претпоставити зашто Аристофан није писао комедије против екстремних олигарха. Писање комедија против њих било би самоубиство. Осуђивао је својим радом рат имајући на уму да се права демократија може развити само у миру.
Дела Аристофана прожета су традиционализмом. Он критикује реформаторе и оне који се залажу за новине нарочито у образовању и васпитању. У комедији Облаци дао је карикатурални приказ Сократа као софисте по којем је могуће сваку истину изврнути и из сваке ситуације изићи као победник, чак и када по свим мерилима нисмо у праву. Исмејавао је страст Атињана за парничењем у Зољама. У комедији Жабе надмећу се Есхил и Еурипид за првенство у трагичкој уметности. Аристофан критикујући Еурипида као лошег песника, истовремено даје прву образложену и детаљну критику у савременом смислу речи. То га чини и својеврсним зачетником књижевне критике. Његова комедија Птице представља својеврсну сатиричну утопију о трагању за земљом у којој се може најсрећније живети. Ту ће земљу изградити птице ни на небу ни на земљи. Тако ће својом сатиричном утопијом бити далеки претеча писцима негативне утопије.